# Agrostemma
Agrostemma L., 1753 è un genere di piante della famiglia delle Cariofillacee.

## Tassonomia
Comprende due specie:
- Agrostemma brachylobum (Fenzl) K.Hammer
- Agrostemma githago L.